# 野戰炮

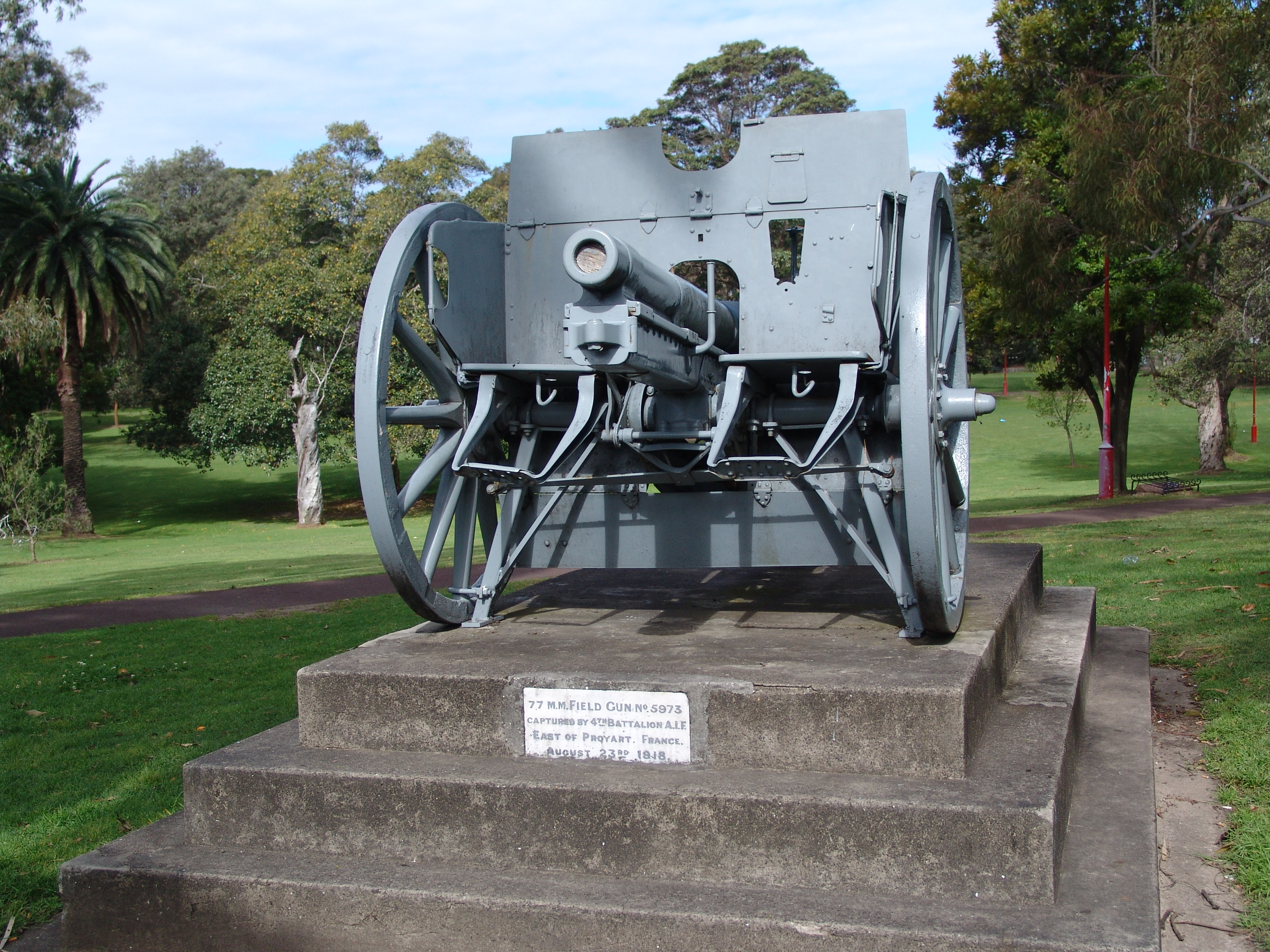
一戰德國FK 96 n.A. 7.7公分野戰炮

野戰炮，簡稱野炮，是炮兵装备的一种。最初它指涉較輕盈，可以跟隨步兵一同運動進行野外戰的大炮，操作野炮的專業單位稱為野戰炮兵。野戰炮的命名是為了和與裝設在要塞的大炮（如海岸炮、舊定義的加農炮）及較為鈍重之攻城炮作出區分。
最早類似野戰炮定位的火炮為蛇砲，它是由騎兵攜行的管型火器，可視為是野戰炮的前身；實際將野戰炮用於實戰是三十年戰爭中瑞典國王古斯塔夫二世·阿道夫的傑作，他研發出可放置在裝有輪子的車架上之火炮，讓火炮從效率極低的武器一夕間演變成可以與野戰單位共同進退的裝備；而將野戰炮發揚光大的則是法國拿破仑，他讓野戰炮有著更大的車輪，提供更多馱馬拖曳火炮與炮彈，並全面配賦具備火炮射擊計算相關數學知識的軍官操作火炮，使野戰炮可以移動的更快、且有準確的摧毀力，成為採用線列步兵為主流作戰模式的歐陸軍隊最具破壞力的毀滅者。
隨著載具的進化，現在大口徑火炮幾乎都可機動，步兵支援中口徑火器則有迫擊炮填補定位，因此野戰炮的定義不再使用，其任務主要被整合入榴彈炮當中。